# Naken (film)
Naken är en svensk komedifilm från 2000 i regi av Torkel Knutsson och Mårten Knutsson. Huvudrollen som Anders spelades av Henrik Norberg som tidigare medverkat i såpan Vänner och fiender.

## Handling
Filmen rör sig om en svensexa där Anders som skall gifta sig lämnas ensam kvar i en hiss, han kläs av och en kondom fylld med saliv sticks under allmän munterhet in mellan hans skinkor. Pierre stannar kvar ensam och fotograferar Anders med en spritflaska och en knarkspruta. Just när Anders vaknar naken i hissen kommer en äldre tant med hund som anmäler för polisen att hon sett en naken narkoman i hissen. Anders tar sig ut i trapphuset, där han träffar olika lägenhetsinnehavare som alla vägrar hjälpa honom.
Samma dag börjar om ifrån början ett flertal gånger, likt Måndag hela veckan, vilket gör att Anders upplever samma dag gång på gång och kan utnyttja denna situation för att undvika de misstag han gjort "dagen före". Hans främsta mål är att komma till kyrkan och gifta sig med sin fästmö. Genom historien får vi många perspektiv på händelser och personer i Anders omgivning.

## Rollista i urval
- Henrik Norberg - Anders (Stig Elvis) Karlsson
- Lisa Kock - Maria (Matilda) Märtelbom
- Martin Forsström - Pierre
- Anna Järphammar - Pernilla, Pierres sambo
- Dan Malmer - Matte
- Ingela Sahlin - Vivianne Märtelbom, Marias mor
- Lars G. Holmström - K.G. Märtelbom, Marias far, direktör för reklambyrå
- Marga Pettersson - Eva Karlsson, Anders mor
- Tommy Johnson - Stig Karlsson, Anders far
- Victoria Silvstedt - Rosita
- Anders Timell - hovmästare på restaurang Tranan
- Stig Engström - vigselprästen
- Lina Perned - Katrin
- Plura Jonsson - långhårig taxichaufför
- Figge Norling - taxichaufför som får 10.000 kr
- Hans Jonsson - Brasse, låssmeden
- Jesper Salén - kille med rollerblades
- Mikael Dubois - kocken Anders
- Tuva Novotny - tjej i trappuppgång
- Peter Siepen - busschaufför
- Pontus Platin - receptionist
- Christian Fiedler - homosexuell man
- Felix Herngren - polis med macka
- Pontus Gårdinger - man i klädbutik
- Sissela Kyle - kvinna med dammsugare
- Robert Gustafsson - bonde
- Ulf G. Johnsson - polis
- Matz Flodin - polis
- Kelly Tainton - polis
- Peter Brottman - polis
- Emil Forselius - rymling från Karsuddens sjukhus
- Niklas Källner - deltagare på svensexa

## Produktion

### Bakgrund och idé
Filmen bygger på en kortfilm med samma namn och tema av Torkel Knutsson och Mårten Knutsson. Kortfilmen är sjutton minuter lång och vann priset årets embryo av Svenska Dagbladet. Filmen blev bröderna Knutssons första långfilm efter att tidigare gjort kortfilmer, reklamfilmer och musikvideor.
Efter att ha examinerats från medieskolan ville bröderna Knutsson spela in en komedi i långfilmsformat. Ursprungligen hade de tänkt den kunde handla om en best man och ett bröllop där allt går åt helvete men så kom de på att de kunde kombinera den idén med deras tidigare kortfilm Naken. Bröderna Knutsson har också inspirerats av bröderna Farrellys filmer.

### Produktion och finansiering
Filmen finansierades huvudsakligen av bröderna Knutsson själva som fick ihop 250 000 kronor i eget kapital. Torkel Knutsson uttalade sig om att de hade ambitionen att göra en kvalitetsfilm med bibehållen kvalitet och att:
| ”                 | Den har ingen djupare mening mer än att vi vill roa folk och jag tror den har en historia som alla fattar. En kille vaknar upp naken i en hiss med en kondom i baken och om två timmar ska han gifta sig. Inte så krångligt. | „ |
| – Torkel Knutsson | |   |

Trots filmens låga budget medverkade 47 kändisar i filmen som fick betalt med filmens intäkter.

### Inspelning

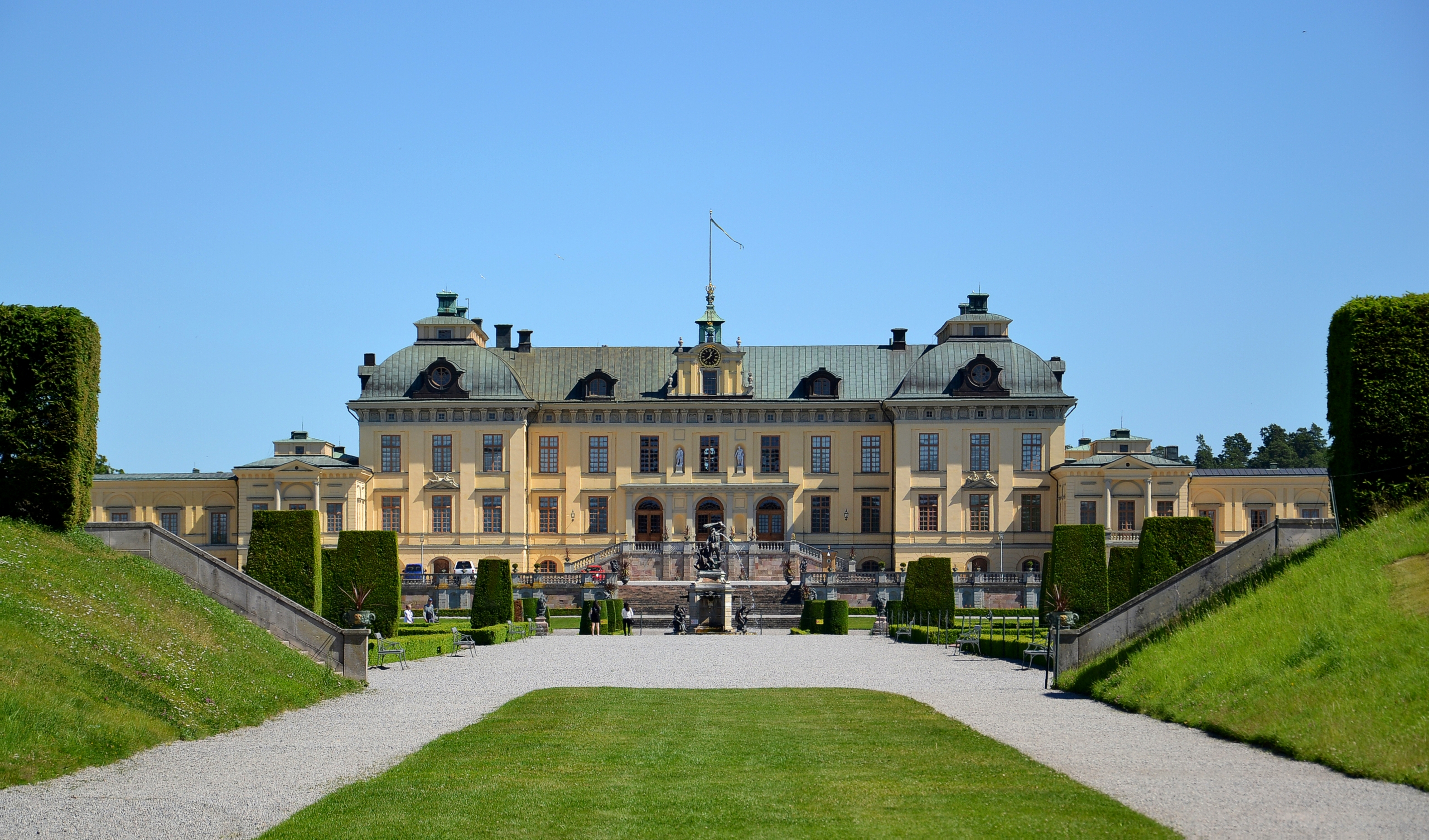
Drottningholms slott där delar av filmen spelades in.

Filmen spelades in i Stockholm med omnejd.
Under en inspelningsdag i Drottningholms slott i slutet av juli 1998 höll det på att ske en olycka när en bilförare hade somnat vid ratten i hög fart och höll på att köra rakt in i inspelningsplatsen. Några meter från teamet träffade dock bilen en lyktstolpe och ingen kom till skada. Föraren bad om ursäkt till filmteamet och lyktstolpen tackades i eftertexterna.

### Visning
Filmen planerades ha premiär till våren 1999 men hade till slut premiär 8 december 2000.
1 december 2000 hade filmen en pressvisning i Göteborg varefter bröderna Knutsson tog av sig kläderna och sprang runt på Avenyn.
Filmen visades även på filmfestivalen i Cannes där bröderna Knutsson skulle springa nakna från hotell Carlton längs promenadstråket Croisetten fram till filmfestivalens palats 700 meter längre bort. Bröderna trodde inte de skulle komma hela vägen fram, så när de väl kom fram höll de en improviserad presskonferens där de skrev autografer och svarade på frågor från publiken. En stund senare kom polisen och grep bröderna. Efter en timme i häktet släpptes bröderna av polisen mot löftet att aldrig upprepa händelsen på fransk mark.

## Mottagande
Filmen floppade på bio och sågs av endast 6 296 biobesökare.
Filmen fick ett genomgående negativt mottagande av kritiker. Flera kritiker påpekade filmens stora likheter med Måndag hela veckan från 1993 som uppenbara och störande och menade dessutom att filmen upprepades med en barnslig och vulgär humor.
Erik Helmerson på TT Spektra gav filmen 2 av 5 i betyg och beskrev de första 15 minuterna som genialiska men att filmen sen sackar och börjar upprepa sig. Mats Johnson på Göteborgs-Posten gav filmen 0 av 5 i betyg och beskrev filmen som "en av årets många usla svenska lågbudgetfilmer som ingen kommer att vilja gå och titta på". Johnson anklagade dessutom filmen för att vara ett plagiat på Måndag hela veckan. Jens Peterson på Aftonbladet kritiserade i synnerhet filmens upprepande manus och osympatiska karaktärer. Peterson menade på att filmen inte var så dålig att den blev rolig eller underhållande och avslutade sin recension med: "Som psykologisk fallstudie av omogna puckon med korkade åsikter är den kanske intressant. Men det är inte biounderhållning. Det är plågsamma filmförsök."
Torun Bjurman på Expressen gav filmen en överkorsad geting i betyg och kallade filmen för gränslöst vulgär. Bjurman menade på att filmen var upprepande och fantasilös och skrev att ""Naken" är en riktigt eländig lågbudgetproduktion, som lider av en pinsamt vämjelig och barnslig fixering vid toaletter, exkrementer, sex och könsorgan." Annika Gustafsson på Sydsvenskan skrev att "[filmen] innehåller kiss- och bajshumor på en femårings nivå, pubertal fylle- och dito sexhumor, allt fotograferat i en flåsig stil. Resultatet leder snabbt till gäspningar. [...] Varför skulle någon vilja betala för att se det här?"
Dagens Nyheters recensent beskrev filmen som "ett nytt lågvattenmärke i svensk film: det är helt amatörmässigt, långtråkigt och med undermåliga skådespelarinsatser."
Mars Bråstedt på Expressen sammanfattade bioåret 2000 genom att lista det bästa och sämsta med det året där han menade på att Naken borde ha förlagts med visningsförbud och utsåg samtidigt bröderna Knutsson till "årets mest obegåvade brödrapar".

## Nyinspelning
Netflix gjorde en amerikansk nyinspelning, Naked, med Michael Tiddes som regissör och med Marlon Wayans i huvudrollen. Filmen släpptes den 11 augusti 2017.